# AutoLISP
Az AutoLISP a LISP programnyelv (XLISP) egyik változata. Az AutoLISP eredetileg az AutoCAD (egy számítógéppel segített tervezőrendszer) számára készült, ám napjainkra a CAD-rendszerek jelentős része képes az AutoLISP programok futtatására is. Az AutoCAD maga is tartalmaz AutoLISP-ben írt részeket (.lsp kiterjesztésű fájlok).
Az AutoLISP-en keresztül el lehet érni az AutoCAD rajzi adatbázisát, rendszerváltozóit és parancsait, ezeket igény szerint módosítani lehet; továbbá önálló, AutoCAD-en belül futó alkalmazásokat készíthetünk vele.

## Használata

Fogaskerék gyártás fogasléc-szerszám segítségével. Az eredeti animáció AutoLISP-ben készült és AutoCAD-en belül fut, a Wikipédia kedvéért GIF fájlra lett konvertálva

AutoCAD rendszerben az AutoLISP használatához nincs szükség külön programra. Ha az AutoCAD program aktív, az AutoLISP is rendelkezésre áll, kivéve az AutoCAD LT (light = könnyített) változatait.
A rendelkezésünkre álló AutoLISP programkód többféle módon használható:
- A parancssorba begépelt AutoLISP függvény azonnal kiértékelődik;

```
(
setq
 
a
 
'
(
12.0
 
3.0
 
12.5
))

```

- Egyes AutoCAD parancsok során az adatok helyére kiértékelhető AutoLISP függvényeket lehet használni;
- Az előre megírt szövegfájl betölthető a (load) függvénnyel, például a (load "valami.lsp") betölti az AutoCAD keresési útvonalán lévő valami.lsp nevű fájlt, ha van ilyen;
- Automatikus betöltés a rendszer megfelelő konfigurálásával: a rendszer minden induláskor és új rajz nyitásakor lefuttatja az acad.lsp nevű fájlt;
- Menübe integrálva kattintással indítható. A legtöbb dd-vel kezdődő AutoCAD parancs ilyen, (pl. dducs) .

Korszerű és jó AutoLISP program írásához alaposan ismerni kell az AutoLISP nyelvet, az AutoCAD-et, a rajzi adatbázis felépítését (DXF-csoportkódokat), a DCL-nyelvet, továbbá a feladatot is egyértelműen kell megfogalmazni.

## A nyelv elemei
A nyelv alapvetően kétféle elemet tartalmaz: atomokat és listákat (S-kifejezéseket). Az atomok (azon elemek, melyek tovább már nem bonthatók) lehetnek konstansok és szimbolikusak (változók). A listák atomokból vagy további listákból állhatnak.
Különleges elem az üres (érték nélküli) atom, amely speciális nevet kapott nil. Ugyancsak nil
értéket kap az üres lista.
A megjegyzés sorok pontosvesszővel kezdődnek és a sor végéig tartanak.

### Függvények és változók
A procedurális nyelvekben megszokott parancsok, belső utasítások neveit LISP-ben: függvények-nek hívjuk. Minden függvény zárójellel kezdődik és zárójellel végződik. A függvények részére argumentum(ok) , más szóval paraméterek adhatók át. Néhány függvény paraméter nélküli. A paraméterek száma általában 128 vagy 255 lehet, de ez nem igazi korlátozás, mivel tetszés szerinti felépítésű listák is átadhatók paraméterként.
```
; paraméter nélküli

(
princ
)

; paraméteres: egy fehér színű vonalra kattintunk

(
setq
 
e1
 
(
entget
 
(
car
 
(
entsel
))))

; eredménye

Select
 
object:
 
((
-1
 
.
 
<Entity
 
name:
 
2a20520>
)
 
(
0
 
.
 
"LINE"
)
 
(
5
 
.
 
"4C"
)
 
(
100
 
.
 

"AcDbEntity"
)
 
(
67
 
.
 
0
)
 
(
8
 
.
 
"0"
)
 
(
100
 
.
 
"AcDbLine"
)
 
(
10
 
5.68238
 
2.71163
 
0.0
)
 

(
11
 
3.89254
 
4.65994
 
0.0
)
 
(
210
 
0.0
 
0.0
 
1.0
))

```

A felhasználó szabadon definiálhat függvényeket a (defun) függvény hívásával. A következő dxf nevű függvény visszaadja a kiválasztott elem DXF-csoportkódját:
```
; dxf.lsp

(
defun
 
dxf
(
code
 
elist
)

  
(
cdr
 
(
assoc
 
code
 
elist
))

)

; /* eof dxf.lsp */

```

Az előzőekben kiválasztott e1 változóban tárolt objektum színét adja vissza:
```
(
dxf
 
8
 
e1
)

;eredménye

"0"

```

A változók élettartam/láthatóság szerint lehetnek globálisak, vagy lokálisak. A létrehozott változó külön intézkedés hiányában globális. A megmaradt változók értékei ismételt futtatáskor hibás eredményt adhatnának, ezért a paraméterlistában a / jel után soroljuk fel azon feleslegessé váltó változókat, melyeket a függvény hívása után törölni kívánunk:
```
; az a változó paraméter, az e1 változó pedig lokális

(
defun
 
kob
 
(
a
 
/
 
e1
)

  
...

    
függvény
 
törzse

  
...
 

)

```

Gyakran azért írunk AutoLISP függvényeket, hogy új AutoCAD parancsokat hozzunk létre. Ehhez nem kell mást tennünk, mint egy paramétert nem váró függvény definíciójában a függvény nevét kiegészíteni a c: előtaggal a következő példák szerint:
```
; parancssorba ''Hello World''-öt ír

(
defun
 
c:hw
()

    
(
princ
 
"\nHello World!"
)

)

; téglalap rajzolása:

(
defun
 
c:teglalap
 
(
 
/
 
p1
 
hossz
 
szelesseg
 
w
 
p2
 
p3
 
p4
)

   
(
setq
 
p1
 
(
getpoint
 
"\nKezdőpont: "
)

         
hossz
 
(
getdist
 
p1
 
"\nHossz: "
)

         
szelesseg
 
(
getdist
 
p1
 
"\nSzélesség: "
)

         
w
 
(
getangle
 
p1
 
"\nSzög: "
)

         
p2
 
(
polar
 
p1
 
w
 
hossz
)

         
p3
 
(
polar
 
p2
 
(
+
(
/
 
pi
 
2
)
w
)
 
szelesseg
)

         
p4
 
(
polar
 
p3
 
(
+
 
pi
 
w
)
 
hossz
)

   
)

   
(
command
 
"_.LINE"
 
p1
 
p2
 
p3
 
p4
 
"_c"
)
 

   
(
princ
)

)

```

Ezek után az AutoCAD parancssorába beírt HW parancs mindig kiírja a Hello World! szavakat. Hasonlóan a
TEGLALAP parancs kiadására bekéri az adatokat és megrajzolja a kért téglalapot. Figyeljük meg, hogy a 
(command ""_.LINE" kezdetű sorban angol nyelvű vonal parancsot használtunk! Az aláhúzás és a pont együttesen biztosítják, hogy programunk bármilyen nyelvű AutoCAD alatt működjön, akkor is, ha esetleg a vonalrajzoló parancsot átdefiniálták!

### Rajzi adatbázis elérése
Az AutoLISP teljeskörű elérést és lekérdezést biztosít a rajzi adatbázishoz (és az R12-es AutoCAD óta) SQL nyelven is kezelhetünk külső adatokat.
```
; a kiválasztott elem fóliáját, vonaltípusát és színét állítja be aktuálisnak -- a szín/vtipus nem lehet byblock vagy bylayer

(
defun
 
c:lj
(
/
 
layer
 
pick
 
color
 
line
)

; LJ = layer jump rövidítése -- ugorj a kiválasztott fóliára

    
(
setq
 
pick
  
(
entsel
)

          
layer
 
(
dxf
 
8
   
(
entget
 
(
car
 
pick
)))

          
color
 
(
dxf
 
62
  
(
entget
 
(
car
 
pick
)))

          
line
  
(
dxf
 
6
   
(
entget
 
(
car
 
pick
)))

    
)

    
(
if
 
pick

        
(
progn

           
(
setvar
 
"CLAYER"
 
layer
)

           
(
setvar
 
"CECOLOR"
 
(
itoa
 
color
))

           
(
setvar
 
"CELTYPE"
 
line
)

        
)

    
)

(
princ
)

)

```

### Rekurzió
A LISP nyelvcsalád egyik erőssége a rekurzió:
```
; lista megfordíto fuggv.

(
SETQ
 
reverse
 
(
LAMBDA
 
(
X
)
 
(
COND
 
((
ATOM
 
X
)
 
X
)

   
(
T
 
(
APPEND
 
(
reverse
 
(
CDR
 
X
))
 
(
CONS
 
(
CAR
 
X
)
 
NIL
 
)))))

)

```

### Hibakezelés
Hibás adatok, vagy felhasználói megszakítás esetén zavaró lehet, hogy a várt adatok helyett programtöredék íródik ki.
Ennek elkerülésére a felhasználó saját hibakezelő rutint hozhat létre, melyet a program elején aktivál, a program végén pedig visszaállítja az előző állapotot:
```
;saját hibakezelő, DCL alert-et használ

(
defun
 
my-err
(
msg
)

   
(
if
 
(
/=
 
msg
 
"Function cancelled"
)

       
(
alert
 
(
strcat
 
"\nError: "
 
msg
))

   
)

   
(
setq
 
*error*
 
olderr
)

   
(
prin1
)

)

; az x2 nevű parancs definíciója

(
defun
 
c:x2
()

    
; hibakezelő aktiválása

    
(
setq
 
olderr
  
*error*

          
*error*
 
my-err

    
)

    
...

    
függvénytörzs

    
...

    
; hibakezelő visszaállítása

    
(
setq
 
*error*
 
olderr
)

)

```

Szintén a hibakezelés másik problémája, ha sok elemen kell műveletet végeznünk. Megfelelő hibakezelés híján csak egyesével tudnánk ,,visszacsinálni" a téves változtatást, ami időrabló lehet. Ennek elkerülésére a program elején adjuk ki a
(command "_.UNDO" "_GROUP")
parancsot, a program végén pedig a
(command "_.UNDO" "e")
parancsot. Ha a rendszerváltozókat is megfelelően állítjuk be, pl. CMDECHO=0 , akkor új parancsunk pontosan úgy fog viselkedni mint bármely más ,,tisztességes" AutoCAD parancs.

### Párbeszéddobozok, dialógusok
Az R12-es AutoCAD óta lehetőség van párbeszéddobozok programozására, függetlenül az AutoCAD-et futtató operációs rendszertől. A párbeszéddobozok DCL-nyelven íródnak és a DCL-nyelv csak a megjelenítésre korlátozódik. Aktiválásukat kitöltésüket, mezők adatainak lekérdezését az AutoLISP végzi.

## Története
Az AutoLISP-et a David Michael Betz által kifejlesztett XLISP korai verziójából alakították ki. A programnyelv az 1986. januárban kihozott AutoCAD 2.18 verzióban jelent meg és folyamatosan fejlesztették az 1995. februárban megjelent R13-ig. Ezután az Autodesk a VBA, .NET és ObjectARX fejlesztéseket részesítette előnyben, de az AutoLISP továbbra is része a programnak és igen sok fejlesztés született általa.
A Visual-LISP az AutoLISP lényegesen továbbfejlesztett változata, ez integrált fejlesztő rendszert (IDE), debuggert, és compilert is tartalmaz. Ezt az eszközt a Basis Softwere cég fejlesztette és az AutoCAD 2000-től a program részévé tette az AutoLISP mellett. Ez a szoftver amellett, hogy a régi forrásnyelvi programok és egyéb eszközök használatát is lehetővé tette, VBA-szerű hozzáférést ad az AutoCAD objektum modelljéhez, reaktorjaihoz és általános ActiveX szolgáltatást nyújtott.
Első megjelenése óta több ezer alkalmazás készült ezzel a fejlesztési eszközzel.

## Külső hivatkozások
- Tolvay-Rosca Ferenc: A számítógépes tervezés alapjai. AutoLISP ÉS Autodesk Inventor alapismeretek
- Visual LISP (angol)
- AutoCAD története (angol)
- DXF Reference
- DCL Tutorial